# Samad Poor Seiedi
Samad Poor Seiedi (parfois écrit Mirsamad Pourseyedigolakhour), né le 15 octobre 1985, est un coureur cycliste iranien. 

## Biographie
Il est suspendu, du 25 mai 2011 au 29 juin 2013, à la suite d'un contrôle positif à l'EPO, lors du Tour d'Iran 2011. À son retour de compétition, il remporte le Tour du lac Qinghai.

## Palmarès
- 2007
  - 3e étape du Taftan Tour
- 2009
  - 3e étape du Tour of Milad du Nour
- 2010
  - 1re étape du Tour de Singkarak (contre-la-montre par équipes)
  - 3e de l'International Presidency Tour
- 2011
  -  3e, 6eb et 7ea étapes du Tour de Singkarak
  - International Presidency Tour
  - 3e étape du Tour des Philippines
  - 2e du Kerman Tour
  - 3e du championnat d'Iran sur route
  - 3e du Tour de Singkarak
- 2013
  - Tour du lac Qinghai :
    - Classement général
    - 3e étape

  - Tour de l'Ijen :
    - Classement général
    - 2e étape

  - 2e du Tour de Bornéo
- 2014
  - Tour de Langkawi :
    - Classement général
    - 4e étape

  - Tour du Japon :
    - Classement général
    - 4e étape

  - Tour de Fuzhou :
    - Classement général
    - 2e étape

  - 2e du Tour d'Iran - Azerbaïdjan
- 2015
  - UCI Asia Tour
  - 4e étape du Tour des Philippines
  - Tour de Taïwan :
    - Classement général
    - 4e étape

  - Classement général du Tour du Japon
  - Tour d'Iran - Azerbaïdjan :
    - Classement général
    - 5e étape
- 2016
  - Classement général du Tour d'Iran - Azerbaïdjan
  - 2e du championnat d'Iran du contre-la-montre
  - 3e du Tour du Japon
- 2017
  -  Champion d'Iran du contre-la-montre
- 2018
  -  Champion d'Iran du contre-la-montre
  -  Médaillé d'argent du championnat d'Asie du contre-la-montre par équipes
- 2019
  - Returning to Dien Bien Phu
  - 3e du Tour de Singkarak
- 2022
  -  Médaillé de bronze du championnat d'Asie du contre-la-montre par équipes

## Classements mondiaux
| Année                                 | 2006 | 2007 | 2008 | 2009 | 2010 | 2011 | 2012 | 2013 | 2014 | 2015 | 2016 | 2017 | 2018 | 2019 | 2020 | 2021  | 2022 |
| ------------------------------------- | ---- | ---- | ---- | ---- | ---- | ---- | ---- | ---- | ---- | ---- | ---- | ---- | ---- | ---- | ---- | ----- | ---- |
| Classement mondial                    |      |      |      |      |      |      |      |      |      |      | 209e | 549e | 812e | nc   | 968e | 1819e | 781e |
| UCI Asia Tour                         | 209e | 20e  | 129e | 290e | 39e  | 15e  | nc   | 4e   | 1er  | 1er  | 10e  | 48e  | 204e | nc   | 51e  | 119e  | 40e  |
|                                       |      |      |      |      |      |      |      |      |      |      |      |      |      |      |      |       |      |
| Légende : nc = non classéSource : UCI |      |      |      |      |      |      |      |      |      |      |      |      |      |      |      |       |      |